# ستيفن في. وايت
ستيفن في. وايت هو محامي وسياسي أمريكي، ولد في 1 أغسطس 1831 في مقاطعة تشاتهام في الولايات المتحدة، وتوفي في 18 يناير 1913 في بروكلين في الولايات المتحدة. نشط حزبياً في الحزب الجمهوري. وقد انتخب عضو مجلس النواب الأمريكي ‏.